# NU.nl
NU.nl est un journal en ligne néerlandais. Outre leurs propres articles de presse, le site propose également des articles achetés à l’agence de presse ANP. Le site web compte deux rédacteurs politiques à temps plein à La Haye. Gert-Jaap Hoekman est le rédacteur en chef de NU.nl.
NU.nl fait partie du groupe de médias finlandais Sanoma Media, qui possède, outre plusieurs publications imprimées et sites web, le portail web néerlandais Startpagina.nl.

## Historique
Le site a été fondé en 1999 et était à l'époque le premier site d'informations néerlandais à publier des informations 24h / 24. Kees Zegers, Sacha Prins, Merien ten Houten et Robert Klep ont fondé le site et Joost Boermans et Charlotte van Berne en ont été les premiers éditeurs. Le site était une coentreprise entre Ilse Media Groep b.v. et Virtual Industries Online Marketing Solutions b.v. En 2001, Nu.nl a changé de propriétaire pour Sanoma, lorsque Ilse Media Groep a été racheté par VNU[réf. nécessaire]
En 2002, Rogier Swagerman est devenu rédacteur en chef. Avec Wiggers (éditeur), il a commencé à collectionner des images de lecteurs. Ces photos ont été offertes aux agences de presse.En 2002, NU.nl a mis à disposition une version mobile de son site. En 2006, Swagerman a été remplacé par Laurens Verhagen (jusqu'alors rédacteur en chef chez Webwereld (nl)).
En 2007, le site web a reçu plusieurs sous-pages ou extensions. NUsport pour les nouvelles sportives et NUzakelijk pour les nouvelles financières et économiques. Le site a commencé à recueillir les commentaires des lecteurs. Sur NUjij, les gens pouvaient commenter les nouvelles et télécharger leurs propres articles. Sur NUfoto (amateur), les photographes pouvaient envoyer des photos d'événements récents.
En 2008, une carte géographique a été ajoutée (NUkaart) et d'autres extensions ont suivi, dont NU&toen et NUlive ont été les plus importantes. NU&toen est une bibliothèque d'images historiques en constante expansion où les événements du passé sont rappelés par de vieilles photographies. NUlive a été conçu pour filtrer les nouvelles du grand nombre de tweets néerlandais qui sont publiés quotidiennement.
En 2009, une version allemande de NU.nl a été lancée (dnews.de), basée sur le site néerlandais. Ce site a toutefois été annulé en 2011 en raison d'un nombre de visiteurs décevant. Le site a publié un journal imprimé gratuit pour commémorer son 10e anniversaire.
En 2011, l'apparence de NU.nl a été modifiée. Les modifications ont été faites pour rendre NU.nl plus lisible sur des écrans  plus grands et pour rester en phase avec son époque. Les sites web NU les plus importants (NUzakelijk, NUsport et cetera) sont depuis lors affichés en haut du site.
Le 18 novembre 2011, Laurens Verhagen, rédacteur en chef, a soudainement quitté NU.nl en raison d'un désaccord interne, et a été remplacé le 11 mai 2012 par Wouter Bax, qui venait du journal néerlandais Trouw. Le 25 juin 2013, il est devenu public que Bax allait quitter NU.nl. Il a été remplacé le 1er juillet 2013 par Gert-Jaap Hoekman, qui était jusque-là rédacteur en chef adjoint.

## Sites internet
- NUjij
- NUwerk